# Всероссийский научно-исследовательский институт орошаемого овощеводства и бахчеводства
Всероссийский научно-исследовательский институт орошаемого овощеводства и бахчеводства — сельскохозяйственный исследовательский институт, единственный на юге России ведущий исследования в области генетики и селекции бахчевых культур.
В институте работают 9 отделов и лабораторий, в которых проводят исследования 11 докторов и 33 кандидата наук.

## История
В 1911 году по инициативе Астраханского общества садоводства, огородничества и полеводства организуется энтомологическая станция.
В 1921 году Энтомологическая станция преобразована в Астраханскую садово-огородническую станцию.
В 1930 году садово-огородническая станция реорганизована в зональную сельскохозяйственную опытную станцию.
В соответствии с Постановлением СНК СССР № 3 с-402-3 от 5 августа 1938 года на базе разрозненных опорных пунктов и опытных полей организуется Астраханская комплексная сельскохозяйственная опытная станция (АКСХОС). Директором АКСХОС был Г. И. Цилинов. С 1956 года АКСХОС преобразуется в Астраханскую государственную сельскохозяйственную опытную станцию.
До 1962 года станция находилась в г. Астрахани в районе Покровской рощи, затем была переведена в поселок Табола Камызякского района Астраханской области. С февраля 1962 года директором опытной станции был Г. Г. Шилер, который внёс большой вклад в её развитие и обустройство на новом месте. Результаты исследований опытной станции широко внедрялись в колхозах и совхозах Астраханской области. Многочисленные исследования опытной станции опубликованы во многих брошюрах, специальных изданиях, в научных и научно-производственных журналах, а также освещены в областной и районных газетах.
В 1963 году впервые были начаты селекционные работы по выведению новых, приспособленных к местным условиям сортов томатов и арбузов.
19 октября 1966 года был подписан приказ по Министерству сельского хозяйства СССР о создании на базе Астраханской Государственной сельскохозяйственной опытной станции Всесоюзного НИИ орошаемого овощеводства и бахчеводства.
Первым директором института стал Г. И. Цилинов. При нём был сформирован костяк научных кадров, определены основные направления научных исследований.
Большой вклад в становление и развитие института внесли доктора сельскохозяйственных наук Р. В. Алексеев, В. Н. Сизов, Ю. И. Авдеев, К. Е. Дютин, Н. Е. Руденко, Ш. Б. Байрамбеков, В. В. Чаленко, Е. И. Иванова, Е. Н. Григоренкова, И. Ш. Шахмедов, Г. С. Шахмедова, Т. А. Санникова, Д. С. Кадралиев; кандидаты сельскохозяйственных наук М. С. Ефимов, В. А. Сорокин, А. А. Миловидов, Р. Т. Дешина, Б. Е. Осипов, В. Н. Бочаров, Ю. Н. Нежнев, Б. М. Щербинин, З. Б. Валеева, В. А. Мачулкина, Г. В. Гуляева, Е. Д. Гарьянова, Ю. В. Соколов, Ф. В. Прокудина, Н. Д. Токарева; кандидаты технических наук А. П. Зубанов, В. П. Луценко, В. М. Ермаков и другие.
После ухода Г. Г. Цилинова на пенсию в 1974 году директором был назначен В. П. Грезнев. С 1982 по 2000 год директором был А. В. Ромов. С 2001 по 2010 год — д.с.-х.н., профессор В. В. Коринец. В 2010 году - к.с.-х.н. В.А.Шляхов. С 2010 по 2018 год директором являлся д.с.-х.н. М. Ю. Пучков.
ВНИИОБ реорганизован, путем  присоединения ВНИИООБ, Калмыцкого НИИ сельского хозяйства к Прикаспийскому НИИ аридного земледелия с образованием Прикаспийского аграрного федерального научного центра РАН.

## Руководство
Директора ВНИИООБ:
- 1938—1962 — Г. И. Цилинов — директор Астраханской комплексной сельскохозяйственной опытной станцией, затем Астраханской государственной сельскохозяйственной опытной станцией.
- 1962—1966 — Г. Г. Шилер — директор Астраханской государственной сельскохозяйственной опытной станцией.
- 1966—1974 — Г. И. Цилинов — первый директор сформированного института.
- 1974—1982 — В. П. Грезнев (1889—1939)
- 1982—2000 — А. В. Ромов (1903—1993)
- 2001—2010 — д.с.-х.н. В. В. Коринец (1909—1998)
- 2010-2010 - к.с.-х.н. В.А.Шляхов
- 2010—2018 — д.с.-х.н. М. Ю. Пучков

## Структурные подразделения научной организации
Отделы, входящие в состав института.:
- Отдел орошаемого земледелия.
- Отдел экологического земледелия и биогеохимического мониторинга агроландшафтов.
- Отдел эколого-биогеохимического мониторинга почв и растительных кормов.
- Отдел хранения, стандартизации и переработки сельскохозяйственной продукции.
- Отдел селекции, семеноводства и технологии возделывания кормовых культур.
- Отдел селекции и технологии возделывания хлопчатника.
- Отдел селекции и биотехнологии овощных культур.
- Отдел селекции и иммунитета бахчевых культур.
- Отдел семеноводства и семеноведения.

## Основные направления деятельности
- Создание сортов зернофуражных культур, полевых и лугопастбищных трав с высокой адаптивностью и питательной ценность как кормовых культур;
- Создание сортов хлопчатника и технологии возделывания его в условиях Нижнего Поволжья;
- Создание гибридов и сортов овощных культур разных направлений;
- Создание гендоноров бахчевых культур, сочетающие мужскую стерильность с высокой общей комбинационной способностью для получения гетерозисных гибридов, а также линий бахчевых с заданными хозяйственно-ценными признаками;
- Разработка элементов технологии возделывания (режим орошения, минеральное питание) овощных культур, биологически активных веществ и др.;
- Изучение закономерностей деградирования территорий в условиях повышения аридизации Северо-Западного Прикаспия, а также изменения микроэлементного статуса почв;
- Разработка новых способов хранения и переработки новых сортов овощных и бахчевых культур;[3][4]